# Cephitinea plasmatica
Cephitinea plasmatica är en fjärilsart som beskrevs av Edward Meyrick 1911. Cephitinea plasmatica ingår i släktet Cephitinea och familjen äkta malar. Inga underarter finns listade i Catalogue of Life.